# Lilla Äggdalssjön
Lilla Äggdalssjön är en sjö i Stenungsunds kommun i Bohuslän och ingår i Göta älv-Bäveåns kustområde. Lilla Äggdalssjön ligger i Svartedalen Natura 2000-område. Sjöns area är 0,008 kvadratkilometer och den är belägen 112 meter över havet.